# Sotholärka
Sotholärka (Certhilauda semitorquata) är en afrikansk fågelart i familjen lärkor inom ordningen tättingar. Den förekommer i gräsmarker i Sydafrika. Beståndet anses vara livskraftigt.

## Utseende och läte
Sotholärkan är en medelstor och slank lärka med rätt lång, tunn näbb och långa ben. Fjäderdräkten varierar, men generellt är den rödbrun ovan och beigefärgad under med endast sparsam streckning. Av de olika ’’Certhilauda’’-lärkorna är denna art minst, minst streckad och med kortast näbb. Sången som ofta utförs i en sångflykt (se Levnadssätt nedan) består av en enda fallande vissling, "seeeoooouuu".

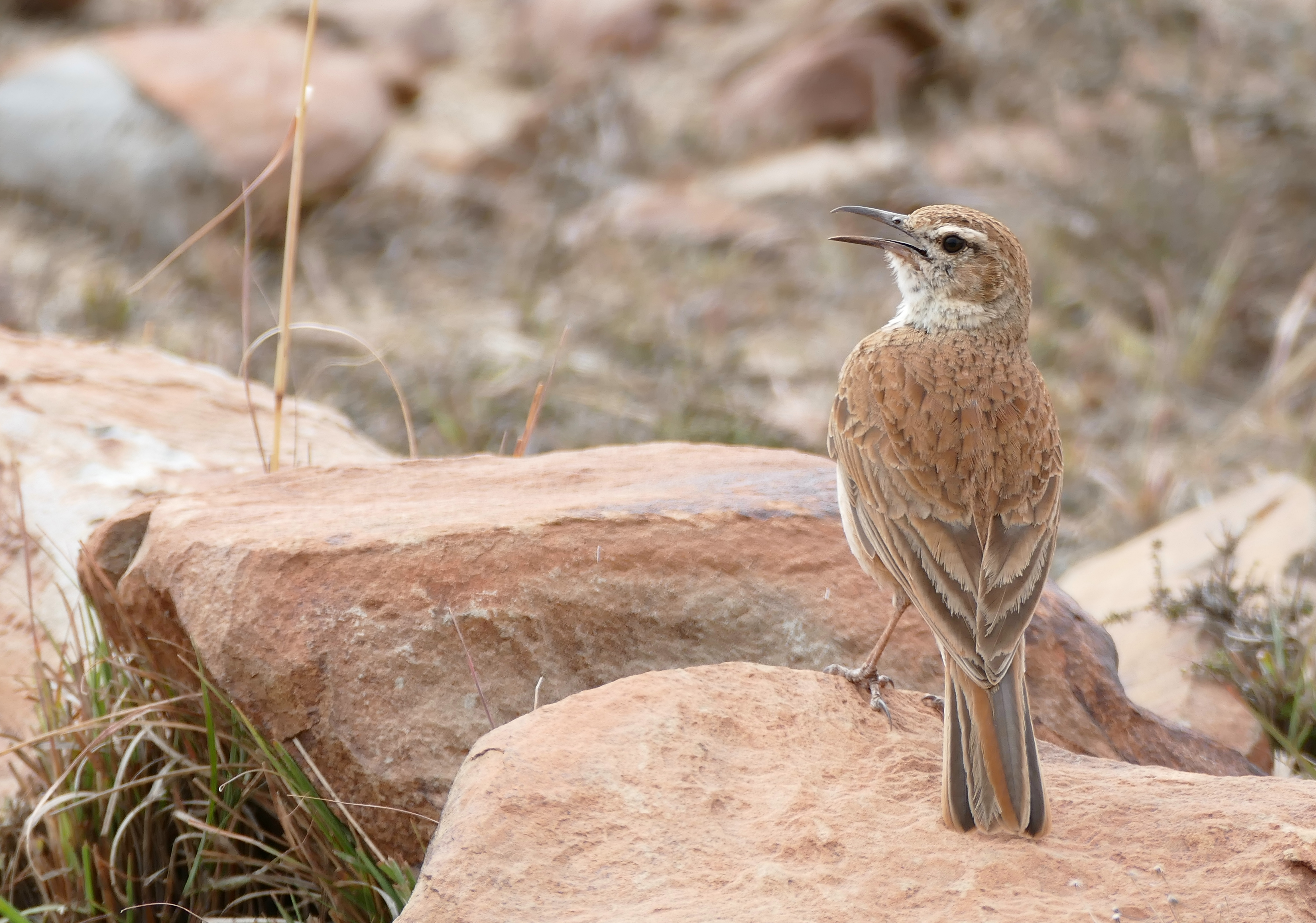

## Utbredning och systematik
Sotholärkan är endemisk för Sydafrika. Den delas in i tre underarter med följande utbredning:
- Certhilauda semitorquata semitorquata – förekommer på gräsmarkerna i östra Karroo i Sydafrika

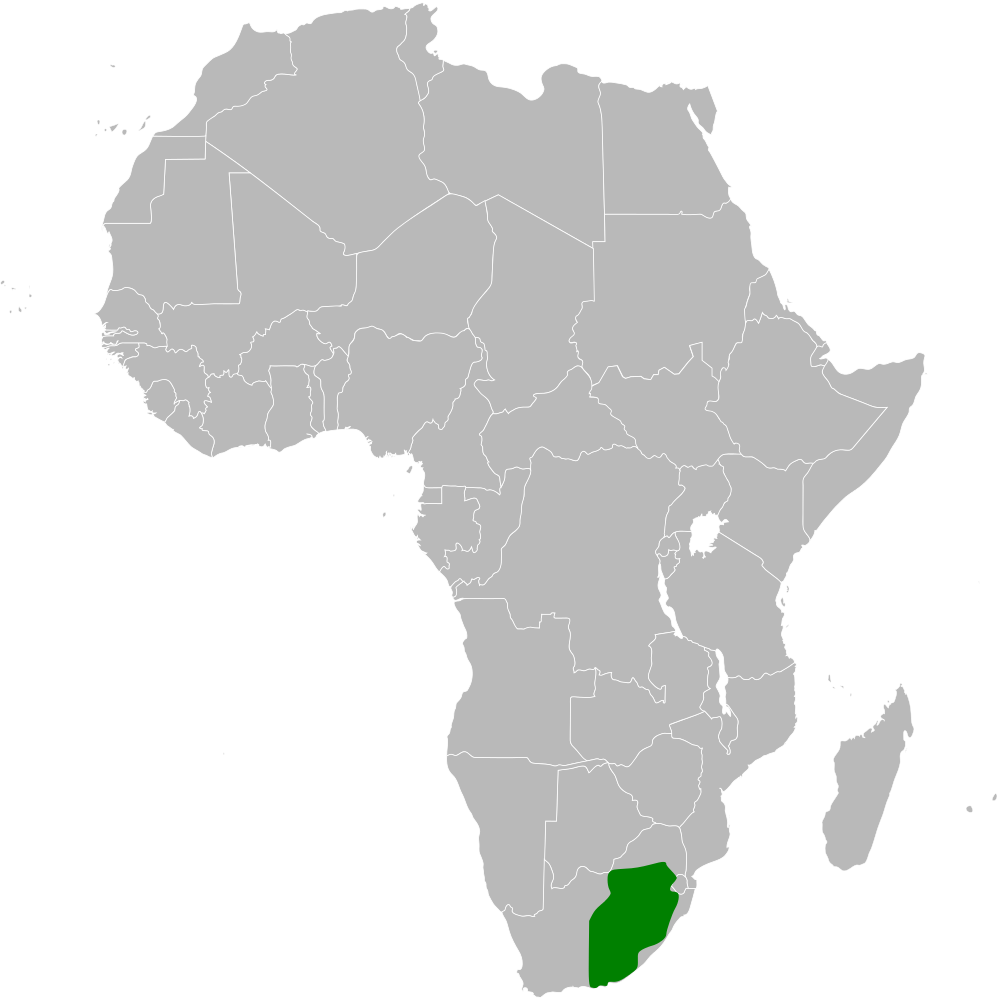
Sotholärkans utbredningsområde.

- Certhilauda semitorquata transvaalensis – förekommer i östra Sydafrika
- Certhilauda semitorquata algida – förekommer i sydcentrala Sydafrika (södra delen av Östra Kapprovinsen)

## Levnadssätt
Sotholärkan hittas i torra och öppna gräsmarker nära klippiga utsprång. Där ses den spatsera målmedvetet och springa snabbt innan den stannar för att picka i grästuvor eller buskar efter ryggradslösa djur. Under häckningstid utför den en karakteristisk sångflykt då hanen först flyger ner mot marken, därefter rakt upp till 10–15 meters höjd för att sedan fälla ihop vingarna och falla till marken.

## Status och hot
Arten har ett stort utbredningsområde, men tros minska i antal, dock inte tillräckligt kraftigt för att den ska betraktas som hotad. Internationella naturvårdsunionen IUCN listar arten som livskraftig (LC). Världspopulationen har inte uppskattats men den beskrivs som relativt vanlig.

## Namn
Fågeln har på svenska tidigare kallats både långnäbbad lärka och transvaallärka.